# 阿兰 (意大利)
阿兰（法語：Allein，法語發音：[alɛ̃]）是意大利瓦莱达奥斯塔大区的一个市镇。总面积8.02平方公里，人口257人，人口密度32.0人/平方公里（2009年）。ISTAT代码为007001。